# Ushiku Daibutsu
Ushiku Daibutsu (牛久大仏?), Ushiku Amida Buda o Buda de Ushiku es una estatua que se encuentra en Ushiku, Prefectura de Ibaraki, Japón. Representa a Amitābha.
Esta escultura se terminó de construir en 1995; su estructura es de acero y está recubierta en bronce. Es tres veces más alta y treinta veces más grande que la Estatua de la Libertad.
Sus dimensiones tienen una razón simbólica: los 120 m de altura (de los cuales 100 son de la propia estatua y los 20 restantes corresponden al pedestal) se relacionan con 12 rayos de luz que surgen del Buda hacia el mundo. Y las dimensiones en detalle también son sorprendentes: cada ojo mide 2,5 m; la oreja, 10 m; las manos, 18 m cada una y su posición significa la aceptación de todos los hombres del mundo; y, finalmente, cada dedo mide 7 m.

## Localización
El Buda se encuentra localizado en la ciudad de Ushiku, contiguo a la población de Ami. Existen varias vías para llegar a la estatua del Buda, como la entrada/salida "Amihigashi IC" de la autopista Ken-O Expressway (圏央道 Ken-Ō Dō), o la cercana Ruta nacional 408 empalmando con la Ruta prefectural 34.

## Atracciones
La estatua en sí es un edificio de cuatro pisos y se puede entrar en ella. Contiene un museo con bastantes imágenes Buda y es un centro de adoración. Se puede acceder hasta nivel del pecho del Buda, a 85 metros de altura,  por medio de un ascensor interno; existen ventanas dentro del Buda a ese nivel, para observar el panorama de las zonas aledañas.
Dentro de la estatua se pueden adquirir souvenirs. En la zona exterior se puede adquirir también souvenirs, comidas y bebidas. El lugar cuenta con lugar para aparcar vehículos.
Alrededor de la estatua existe un parque, donde hay jardines que tiene todo tipo de plantas que florecen en todas las estaciones. Además, en el lugar, se realizan varios festivales y temporadas con fuegos artificiales.